# Parafia Ścięcia św. Jana Chrzciciela w Nowogrodzie
Parafia Ścięcia św. Jana Chrzciciela w Nowogrodzie – parafia rzymskokatolicka, znajdująca się w diecezji włocławskiej, w dekanacie czernikowskim. 

## Duszpasterze
- proboszcz: ks. Krzysztof Wiśniewski (od 2003)

## Kościoły
- kościół parafialny: Kościół Ścięcia św. Jana Chrzciciela w Nowogrodzie